# Дулуны

Дулуны (кит. 独龙族, пиньинь Dúlóng Zú) — малый народ в Китае, численность которого составляет 7,3 тыс. чел. (перепись, 2020). Жизнь дулунов была крайне бедной. Для запоминания важных событий они делали насечки и завязывали узелки на дереве. Дулуны подвергались эксплуатации со стороны тибетских монастырей (Решетов 1998: 164). До образования нового Китая дулуны находились на последней стадии развития первобытного общества, одной из причин чего явилось их отдаленное место проживания, однако после образования нового Китая образ жизни дулунов полностью изменился.

## Место проживания
Дулуны проживают в бассейне реки Дулун (приток реки Иравади) Гуншань-дулун-нуского автономного уезда Нуцзян-Лисуского автономного округа провинции Юньнань. Они являются самыми ранними жителями, заселившие бассейн реки Дулунцзян, небольшая их часть расселена в бассейне реки Нуцзян (Салуин) на севере того же уезда. Долина реки Дулунцзян простирается на 150 км с севера на юг. Она защищена на востоке горой Gaoligong (5000 метров над уровнем моря) и горой Dandanglika (4000 метров над уровнем моря) на западе. Это зона обильных дождей, которых приносят муссонные дожди с Индийского океана. Годовой уровень осадков здесь 2,500 мм.
Небольшие группы дулун живут также в соседних районах Мьянмы под общим названием ну (怒族 Nù Zú) (Решетов 1982: 190).

## Родственные народы
В китайской этнографо-географической литературе дулун и ну рассматривались как две различные группы под разными названиями, но всегда признавалась их языковая, культурно-историческая и этническая близость.
В легендах, бытующих среди дулун и ну, также признается их родство: они ведут своё происхождение от двух родных братьев, поселившихся по разным берегам реки Нуцзян (Салуин) (Решетов 1982: 190).
Из других народов дулун и ну сохраняют наибольшую близость к лису (傈僳族 Lìsù Zú) по материальной и духовной культуре, а также языку (Решетов 1982: 191).

## Другие названия
Дулун, трун (самоназвание), старое китайское название — цю, цюцзы, тибетское название — цюйло. Во времена правления династии Юань (1271—1368) народ дулун назывался цяо, а во времена правления династии Цин (1644—1911) — он назывался цю или цюй. Лишь после 40-х гг. XX в. самоназвание «дулун» стало официальным названием этого народа.

## Язык
Дулунский язык относится к тибето-бирманской группе сино-тибетской языковой семьи. Письменность на основе латинской разработана в 1983 году, но широкого распространения и официального признания не получила.

## История
Во время правления династии Тан (618—907) территории обитания дулун находились под юрисдикцией княжеств Наньчжао и Дали. Начиная с династии Юань (1271—1368) и до конца династии Цин (1644—1911) дулун управлялись Наси. В современное время дулуны напомнили о себе, отразив британскую военную экспедицию 1913 года.

## Хозяйственные занятия
- Сельское хозяйство

Дулун выращивали в основном те же культуры, что и ну — пшеницу, некоторые сорта проса, овса, бобовые, неприхотливые овощи, ямс, чумизу, ячмень и коноплю, но главным образом кукурузу и гречиху. На богарных землях выращивали кукурузу (ведущая культура на севере) и суходольный рис (ведущая культура на юге) (Журавлёв 1967: 109).
Основные сельскохозяйственные орудия — палка-копалка, деревянные мотыги. Земледельцы на полевых работах использовали мотыгу двух типов — большую и малую, — серп, а также большой нож. Плуга у дулун не было (он получил распространение только после 1949 г.). В хозяйстве находили применение бронзовые и даже каменные орудия различного назначения (Журавлёв 1967: 109).
На заранее намеченном участке группа семей зимой сообща вырубала деревья, а весной, после того как они высыхали, их сжигали. Потом мужчины чуть рыхлили и разравнивали землю, а идущие позади женщины палкой или мотыгой делали лунки и бросали туда несколько семян (Решетов 1982: 191).
Поля не пропалывали и не удобряли.
Урожаи были очень низкие: с 1 му (примерно 0,06 га) получалось 50 кг кукурузы (Решетов 1982: 192).
Если в семье заканчивалось продовольствие, то его можно было взять в долг у соседей, при этом они не брали проценты, а порой возвращение долга даже не требовалось (Решетов 1982: 195).
У дулун было два вида распространения урожая и потребления продуктов.
I.	Вид: весь урожай, собранный общиной со своих полей, распределялся поровну по большим семьям и хранился в общих амбарах таких семей. Постоянная стряпуха готовила пищу и поровну распределяла её между всеми членами этой семьи вне зависимости от пола и возраста.
II.	Вид: доля урожая, пришедшаяся на большую семью, разделялась поровну между всеми составлявшими её супружескими парами и хранились ими отдельно.
В более глухих районах супружеские пары готовили пищу на всех членов большой семьи из своих запасов по очереди.
Кое-где индивидуальные семьи уже готовили пищу из своих запасов только для себя.
Первый способ более архаичен, второй отражает различные степени разложения большой семьи, усиление процессов выделения малой семьи (Журавлёв 1967: 112).
- Охота, рыболовство и скотоводство.

В экономике дулун, где земледелие не давало необходимого количества продовольствия, важное значение сохраняла охота и особенно рыболовство. Дулун практиковали охоту с загоном, которой руководил опытный охотник. Мясо убитых животных (мясо дикой свиньи, горного козла) распределяли между всеми жителями деревни; руководитель же охоты получал сверх того шкуры и головы.
- Собирательство

Дулуны занимались собирательством лекарственных трав, дикорастущих корнеплодов, дикого мёда и т. д. (Журавлёв 1967: 109).
Даже в сфере собирательства были сильны традиции коллективизма и уравнительного распределения. Так, например, найдя дупло с пчёлами, на дереве делали отметку — знак того, что за этим дуплом уже следят. Но, тем не менее, собранный мёд все равно делили между всеми жителями деревни поровну (Решетов 1982: 195).
- Ремесло

Ремесло к середине XX в. ещё не выделилось окончательно в самостоятельную отрасль экономики, и в каждой семье нужные вещи изготовлялись собственными силами.
Из промыслов наиболее развиты были ткачество, плетение из бамбука и лиан (эти плетеные изделия попадали даже в Мьянму), обработка железа, выделка кожи, изготовление украшений из раковин и кости.
Приблизительно в каждой деревне у дулун были свои кузнецы. Плавить железо они не умели, поэтому его привозили в основном из Тибета (Решетов 1982: 191).
- Торговля

Хозяйство дулун было в значительной мере натуральным, однако торговля с тибетцами, лису, наси, бай играла существенную роль в жизни общества дулун. То, что торговля носила преимущественно меновой характер, не свидетельствует о её неразвитости. Некоторые продукты собирательства, например такие лекарственные травы, как венечник, горечавка и т. д., почти полностью вывозились в другие районы.
Целиком под влиянием спроса на стороне дулун занимались сбором лака, который полностью продавали приезжим торговцам.
Деньги не получили у дулун широкого распространения, скорее следует говорить об обмене товарами (Решетов 1982: 196).

## Традиции
- Традиционная одежда

Состав одежды был более разнообразен, чем у собирателей тропических и субтропических лесов. В холодное время используются накидки и плащи из шкур и меха животных. Раньше и мужчины и женщины закутывались в полосатые полотна, которые закрепляли соломенной верёвкой или бамбуковыми иглами. Более бедные не носили никакой одежды, кроме юбок из листьев.
- - Традиционная мужская одежда — туникообразная, в виде мешка с отверстиями для головы и рук.
  - Традиционная женская одежда — кофта с короткими рукавами и юбка, сохранялся обычай татуировки.
    - Татуировка — это одно из обычаев народности дулун. Когда девочке исполнялось 12-13 лет, она должна была татуировать лицо, причём рисунок изменялся в зависимости от принадлежности к тому или иному клану. Однако сейчас осталось не так много людей, у которых на лице есть татуировка. Существует старинное предание, объясняющее наличие татуировки на лицах девушек: « Давным-давно из Тибета приезжали люди, которые захватывали красивых девушек, чтобы превратить их в рабынь. Тогда девушки стали татуировать лицо, в результате чего захватчики перестали приезжать». Преданий о происхождении обычая татуировки ещё много, например, в одном из них говорится, что дух женщины, у которой на лице есть татуировка, после смерти может улететь на небо и превратиться там в бабочку.
- Традиционная причёска

Как у мужчин, так и у женщин длина волос была до бровей спереди и до плеч сзади.
- Традиционное жилище

В большинстве своём постройки дулун отличались известным постоянством и основательностью, что связано, конечно, с более холодным климатом юго-западного Китая (Сычуань, Юньнань, Тибет). Наряду с бамбуком в качестве строительного материала применялись хвойные деревья (главным образом сосны) и камень.
У дулун на севере распространены срубные и каркасно-столбовые дома с плетеными стенами. Стены срубных домов кладут из тонких сосновых брёвен, срубленных в угол. Как правило, сруб немного приподнят над землей на сваях, достаточно высоких на одном конце дома, если он стоит на откосе. Тогда под сваями образуется помещение для свиней и кур. Особенность срубных построек в том, что коньковая двускатная крыша опирается не на стены, а на коньковые и боковые столбы, стоящие вне сруба. Однако бывает и так, что коньковый столб идёт не до земли, а опирается на один из верхних венцов. Крыша кроется досками.
На юге дома у дулун каркасно-столбовой конструкции. Стены составляют плетенные из бамбука щиты. Дом кроется такими же бамбуковыми циновками, что и стены, а также травой или листьями. Неподалёку от дома ставят открытые загоны для скота.
Дома дулун обычно однокамерные, в них жила отдельная семья. Но после женитьбы к дому пристраивали ещё одно помещение; получался длинный дом со множеством (8-10) пристроенных комнат. В центре каждого семейного помещения находится очаг для приготовления пищи (Чебоксаров 1979: 180).
Деревни имели линейную планировку, а между домами были улицы.
В связи с сезонностью занятий у дулун были перекочёвки (на время ловли рыбы — к рекам, на берегах которых у дулун были постоянные жилища, на время полевых работ — к полям) (Журавлёв 1967: 109).
Ещё в начале XX в. у дулун встречались временные жилища на деревьях, сооружавшиеся из тростника и лиан.
- Традиционная еда

Основная пища дулунов — вареные каши из кукурузы, гречихи, риса и д.р., овощи, мясо, рыба, продукты охоты и собирательства. Также дулуны любят пить вино, курить и пить чай.
- Традиции в семье дулун.

Семья малая, часто в составе большой семьи, но если одного дома не хватало, то строили новый дом рядом с родительским. Живы представления о родовой принадлежности (Решетов 1998: 165).
Все члены рода носили общее имя. Мужчины составляли ядро рода, а женщины — их сёстры и дочери — непостоянную, временную часть, так как с достижением брачного возраста они в силу законов родовой экзогамии, строго соблюдавшейся у дулун, уходили в другую деревню, к мужчинам другого рода. Но они сохраняли своё родовое имя, поддерживали связь с родной деревней (Решетов 1982: 192).
Дулунские юноши и девушки до вступления в брак выбирали себе друзей по своей воле, но что касается брака, то решение принимали исключительно родители. В этом случае принадлежность к определённому роду играла значительную роль при вступлении в брак.
Девушки до вступления в брак пользовались половой свободой, причем положение внебрачных детей не отличалось от положения детей, родившихся в браке (Решетов, Журавлев 1965: 529).
Для того, чтобы обручиться жениху необходимо было сделать подарок невесте, также за неё платили от одного до трёх быков, котёл, металлический треножник, комплект одежды, украшения и т. д. Платила часто не только семья, но и вся деревня — ведь принимали нового работника (Решетов 1982: 195).
За рождение каждого ребёнка зять должен преподнести тестю корову в качестве подарка или другую вещь.
В семьях дулунов существует система «однобрачия», но имеются и явления «многобрачия».
Многожёнство встречалось в состоятельных семьях. После смерти мужа вдова не имела права вернуться к своим родителям или вторично выйти замуж на сторону. Это объясняется большим количеством дорогих подарков, которые были за неё отданы её семье как за работницу. Но она могла выйти замуж за брата своего мужа или за племянника (сына старшего брата мужа), а если он был приблизительно её возраста, то она могла стать второй женой свёкра. Все это объясняется исключительно состоянием экономики отдельной семьи (Решетов 1982: 195).
Дулуны очень трудолюбивы и дорожат дружбой. Они готовы помочь любому, кто нуждается в их помощи и поддержке. Дулуны от природы гостеприимные люди, у них есть пословица, что чем больше гостей, значит, тем лучше хозяин.
Кроме оригинальных национальных нравов и обычаев, существуют и самобытный производственный уклад, способ жизни и развлечений. Дулуны любят петь и танцевать, так они выражают свои чувства. Часто дулуны поют и танцуют импровизированно.

## Религия
Среди дулунов распространен обычай хоронить умершего в земле в пустых, полых брёвнах, за исключением тех случаев, когда смерть была вызвана серьёзными заболеваниями, тогда труп сжигали или выбрасывали в реку. На похороны приходили все родственники и приносили с собой жертвенную еду. В прошлом дулуны имели анимистическое мировоззрение, поклонялись природным явлениям, верили в существование нечистой силы, а почитаемым объектам приносили жертвы (Решетов 1998: 165). Как правило, эти обряды проводились шаманом. Новый год у дулун выпадал на декабрь по лунному календарю. Но точные даты не установлены, точно также, как и продолжительность празднования.

## Новая жизнь
Новая жизнь для дулун началась после освобождения в 1949 г. Первой задачей для правительства было обеспечение дулун одеждой и сельскохозяйственными инструментами, а также повысить уровень производства сельскохозяйственной продукции и уровень образования.
Раньше выращиваемый урожай ограничивался кукурузой, гречихой и бобами, но с середины XX века для них стал известен картофель.
Начальных школ, неизвестных ранее дулун, сейчас насчитывается около 20. Клиники и медицинские пункты вытеснили шаманов. Особое внимание было обращено на то, чтобы сделать эту горную местность доступной и привлекательной для внешнего мира, для других стран. Для этого было проложено 150 км дорог. Современные товары сейчас также доступны для дулун. Несколько небольших гидроэлектростанций, построенных в последнюю пару десятилетий[когда?], обеспечили деревни дулун электричеством.